# Regeringen Kekkonen IV
Regeringen Kekkonen IV var Republiken Finlands 36:e regering bestående av Agrarförbundet och Svenska folkpartiet. I regeringen ingick även opolitiska ministrar. Ministären regerade från 9 juli 1953 till 17 november 1953.

## Ministrar
| Minister                                                                             | Ämbetsperiod                                                 | Parti                                      |
| ------------------------------------------------------------------------------------ | ------------------------------------------------------------ | ------------------------------------------ |
| Statsminister Urho Kekkonen                                                          | 9 juli 1953–17 november 1953                                 | Agrarförbundet                             |
| Utrikesminister Ralf Törngren                                                        | 9 juli 1953–17 november 1953                                 | Svenska folkpartiet                        |
| Justitieminister Sven Högström                                                       | 9 juli 1953–17 november 1953                                 | Svenska folkpartiet                        |
| Inrikesminister V.J. Sukselainen                                                     | 9 juli 1953–17 november 1953                                 | Agrarförbundet                             |
| Försvarsminister Kauno Kleemola                                                      | 9 juli 1953–17 november 1953                                 | Agrarförbundet                             |
| Finansminister Juho Niukkanen                                                        | 9 juli 1953–17 november 1953                                 | Agrarförbundet                             |
| 2:a finansminister Nils Meinander                                                    | 9 juli 1953–17 november 1953                                 | Svenska folkpartiet                        |
| Undervisningsminister Johannes Virolainen                                            | 9 juli 1953–17 november 1953                                 | Agrarförbundet                             |
| Jordbruksminister Martti Miettunen                                                   | 9 juli 1953–17 november 1953                                 | Agrarförbundet                             |
| Minister för kommunikationsväsendet och allmänna arbetena Eero Mäkinen Kusti Eskola  | 9 juli 1953–27 oktober 1953 30 oktober 1953–17 november 1953 | opolitisk (Samlingspartiet) Agrarförbundet |
| Minister i ministeriet för kommunikationsväsendet och allmänna arbetena Kusti Eskola | 9 juli 1953–30 oktober 1953                                  | Agrarförbundet                             |
| Handels- och industriminister Teuvo Aura                                             | 9 juli 1953–17 november 1953                                 | opolitisk (De Frisinnades Förbund)         |
| Socialminister Lauri Hietanen                                                        | 9 juli 1953–17 november 1953                                 | opolitisk                                  |
| Minister i socialministeriet Vieno Simonen                                           | 9 juli 1953–17 november 1953                                 | Agrarförbundet                             |